# Grand Prix Wielkiej Brytanii 1948
Grand Prix Wielkiej Brytanii 1948 (oryg. I British Grand Prix) – jeden z wyścigów Grand Prix rozegranych w 1948 roku, a piąty spośród tzw. Grandes Épreuves.

## Lista startowa
Na niebieskim tle kierowcy, którzy nie wzięli udziału w kwalifikacjach, lecz współdzielili samochód w czasie wyścigu
| Nr | Kierowca                   | Zespół                | Samochód         | Silnik        |   |
| -- | -------------------------- | --------------------- | ---------------- | ------------- | - |
| 1  | Louis Chiron               | SFACS Ecurie France   | Talbot-Lago T26C | Talbot L6     | ? |
| 2  | Franco Comotti             | prywatny              | Talbot-Lago T26C | Talbot L6     | ? |
| 3  | Louis Rosier               | prywatny              | Talbot-Lago T26C | Talbot L6     | ? |
| 4  | Philippe Étancelin         | prywatny              | Talbot-Lago T26C | Talbot L6     | ? |
| 5  | Peter Selsdon              | prywatny              | Talbot-Lago T26  | SS Talbot     | ? |
| 6  | Reg Parnell                | prywatny              | Maserati 4CLT/48 | Maserati L4c  | ? |
| 7  | Fred Ashmore               | Reg Parnell Racing    | Maserati 4CL     | Maserati L4c  | ? |
| 8  | Duncan Hamilton            | prywatny              | Maserati 6CM     | Maserati L6s  | ? |
| 9  | George Bainbridge          | prywatny              | Maserati 4CM     | Maserati L4c  | ? |
| 9  | Bob Ansell                 | prywatny              | Maserati 4CM     | Maserati L4c  | ? |
| 11 | Alberto Ascari             | Scuderia Ambrosiana   | Maserati 4CLT/48 | Maserati L4c  | ? |
| 12 | Raymond Mays               | prywatny              | ERA B            | ERA L6c       | ? |
| 14 | Peter Walker               | prywatny              | ERA B            | ERA L6c       | ? |
| 15 | Leslie Johnson             | prywatny              | ERA E            | ERA L6c       | ? |
| 16 | Bob Gerard                 | Bob Gerard Racing     | ERA B            | ERA L6c       | ? |
| 17 | Gordon Watson              | prywatny              | Alta .           | Alta L4       | ? |
| 18 | Luigi Villoresi            | Scuderia Ambrosiana   | Maserati 4CLT/48 | Maserati L4c  | ? |
| 19 | Prince Bira                | Prince Chula of Siam  | Maserati 4CL     | Maserati L4c  | ? |
| 20 | Emmanuel de Graffenried    | Scuderia Enrico Platé | Maserati 4CL     | Maserati L4   | ? |
| 21 | Anthony Baring             | prywatny              | Maserati 6CM     | Maserati L6s  | ? |
| 22 | Brian Shawe-Taylor         | prywatny              | ERA B            | ERA L6c       | ? |
| 22 | Geoff Ansell               | prywatny              | ERA B            | ERA L6c       | ? |
| 23 | Cuth Harrison              | prywatny              | ERA B            | ERA L6c       | ? |
| 24 | Philip Fotheringham-Parker | prywatny              | ERA A            | ERA L6c       | ? |
| 24 | David Hampshire            | prywatny              | ERA A            | ERA L6c       | ? |
| 25 | Peter Bell                 | prywatny              | ERA B            | ERA L6c       | ? |
| 25 | John Bolster               | prywatny              | ERA B            | ERA L6c       | ? |
| 26 | Dudley Folland             | prywatny              | Maserati 6CM     | Maserati L6s  | ? |
| 26 | Sam Gilby                  | prywatny              | Maserati 6CM     | Maserati L6s  | ? |
| 27 | Roy Salvadori              | Rowland Motors        | Maserati 4CM     | Maserati L4c  | ? |
| 29 | Tony Rolt                  | prywatny              | Alfa Romeo B     | Alfa Romeo    | ? |
| 30 | George Nixon               | prywatny              | ERA A            | ERA L6c       | ? |
| 31 | Geoff Richardson           | prywatny              | Riley ???        | ERA L6c       | ? |
| 32 | Bobbie Baird               | Emeryson Cars         | Emeryson 1       | Duesenberg L8 | ? |
| Nr | Kierowca                   | Zespół                | Samochód         | Silnik        |   |

### Kwalifikacje
Źródło: silhouet.com
| Poz. | Nr | Kierowca                | Konstruktor | Czas   | Poz. s. |
| ---- | -- | ----------------------- | ----------- | ------ | ------- |
| 1    | 1  | Louis Chiron            | Talbot-Lago | 2:56,0 | 1       |
| 2    | 20 | Emmanuel de Graffenried | Maserati    | 2:57,0 | 2       |
| 3    | 4  | Philippe Étancelin      | Talbot-Lago | 2:58,0 | 3       |
| 4    | 16 | Bob Gerard              | ERA         | 2:58,2 | 4       |
| 5    | 15 | Leslie Johnson          | ERA         | 2:58,6 | 5       |

### Wyścig
Źródło: statsf1
| P                  | + / –     | Nr | Kierowca                                   | Konstruktor | Okr. | Czas / Strata                          | Komentarz               |
| ------------------ | --------- | -- | ------------------------------------------ | ----------- | ---- | -------------------------------------- | ----------------------- |
| 1                  | 23        | 18 | Luigi Villoresi                            | Maserati    | 65   | 3:18:03,0                              |                         |
| 2                  | 23        | 11 | Alberto Ascari                             | Maserati    | 65   | +0:14,0                                |                         |
| 3                  | 1         | 16 | Bob Gerard                                 | ERA         | 65   | +2:03,0                                |                         |
| 4                  | 8         | 3  | Louis Rosier                               | Talbot-Lago | 65   | +4:35,6                                |                         |
| 5                  | 1         | 19 | Prince Bira                                | Maserati    | 64   | +1 okr                                 |                         |
| 6                  | Bez zmian | 25 | Peter Bell John Bolster                    | ERA         | 63   | +2 okr                                 | Samochód współdzielony  |
| 7                  | Bez zmian | 24 | Philip Fotheringham-Parker David Hampshire | ERA         | 60   | +5 okr                                 | Samochód współdzielony  |
| 8                  | 14        | 27 | Roy Salvadori                              | Maserati    | 60   | +5 okr                                 |                         |
| 9                  | 7         | 20 | Emmanuel de Graffenried                    | Maserati    | 59   | +6 okr                                 |                         |
| 10                 | 10        | 30 | George Nixon                               | ERA         | 58   | +7 okr                                 |                         |
| 11                 | 3         | 14 | Peter Walker                               | ERA         | 53   | +12 okr                                |                         |
| 12                 | Bez zmian | 9  | George Bainbridge Bob Ansell               | Maserati    | 50   | +15 okr                                | Samochód współdzielony  |
| Niesklasyfikowani  |           |    |                                            |             |      |                                        |                         |
|                    |           | 23 | Cuth Harrison                              | ERA         | 41   | Zawór                                  |                         |
|                    |           | 1  | Louis Chiron                               | Talbot-Lago | 37   | Skrzynia biegów                        |                         |
|                    |           | 26 | Dudley Folland Sam Gilby                   | Maserati    | 36   | Skrzynia biegów Samochód współdzielony |                         |
|                    |           | 12 | Raymond Mays                               | ERA         | 35   | Awaria mechaniczna                     |                         |
|                    |           | 4  | Philippe Étancelin                         | Talbot-Lago | 22   | Uszczelka głowicy cylindra             |                         |
|                    |           | 22 | Brian Shawe-Taylor Geoff Ansell            | ERA         | 23   | Wypadek Samochód współdzielony         |                         |
|                    |           | 31 | Geoff Richardson                           | Riley       | 12   | Dyferencjał                            |                         |
|                    |           | 17 | Gordon Watson                              | Alta        | 8    | Rozrząd                                |                         |
|                    |           | 8  | Duncan Hamilton                            | Maserati    | 8    | Wyciek oleju                           |                         |
|                    |           | 29 | Tony Rolt                                  | Alfa Romeo  | 6    | Silnik                                 |                         |
|                    |           | 2  | Franco Comotti                             | Talbot-Lago | 3    | Hamulce                                |                         |
|                    |           | 15 | Leslie Johnson                             | ERA         | 1    | Awaria mechaniczna                     |                         |
|                    |           | 6  | Reg Parnell                                | Maserati    | 1    | Brak paliwa                            |                         |
| Niezakwalifikowani |           |    |                                            |             |      |                                        |                         |
|                    |           | 32 | Bobbie Baird                               | Emeryson    |      |                                        | Startował nieoficjalnie |
|                    |           | 5  | Peter Selsdon                              | Talbot-Lago |      |                                        |                         |
|                    |           | 7  | Fred Ashmore                               | Maserati    |      |                                        |                         |
|                    |           | 21 | Anthony Baring                             | Maserati    |      |                                        |                         |
| P                  | + / –     | Nr | Kierowca                                   | Konstruktor | Okr. | Czas / Strata                          | Komentarz               |

### Najszybsze okrążenie
Źródło: silhouet.com
| Nr | Kierowca        | Konstruktor | Czas   | Okr. |
| -- | --------------- | ----------- | ------ | ---- |
| 18 | Luigi Villoresi | Maserati    | 2:25,0 |      |